# Grigia Lucana
La Grigia Lucana conosciuta anche come Capra di Potenza, è una razza caprina italiana endemica presente in un numero ridottissimo di capi in alcuni allevamenti della provincia di Potenza. 
Attualmente è presente allo stato di reliquia, in poche centinaia i capi, di origine eterogenea che presentano insanguamenti con le razze Maltese, Alpina e Garganica con cui vengono allevate in promiscuità e incrociata per incrementare la produzione lattifera e il peso dei capretti che in questo modo risulterebbero facilmente vendibili e maggiormente apprezzati dai commercianti locali. Nel 2002 è stato redatto il Registro Anagrafico in cui vengono censiti i soggetti appartenenti alla razza. Ha caratteristiche tipiche di una razza a duplice attitudine. La produzione di carne è ottenuta con capretti di 8-9 kg. Frequente è il tasso di gemellarità e non sono rari i parti trigemini.
Negli ultimi tempi sono in atto azioni di salvaguardia e valorizzazione della razza grazie alla di tutela di enti e associazioni di allevatori che supportano i pastori lucani in questo progetto di recupero.
È stata ammessa al registro anagrafico delle popolazioni ovine e caprine autoctone a limitata diffusione e, riconosciuta razza, con il Decreto del Ministero delle Politiche Agricole e Forestali nº 21206 dell'8.3.2005 art. 1 comma B, successivamente al riconoscimento dell'Associazione Nazionale della Pastorizia (Asso.Na.Pa.), avvenuto nella riunione della Commissione Tecnica Centrale (CTC) del Registro Anagrafico delle razze ovine e caprine autoctone a limitata diffusione, riunita a Roma il 21 luglio 2004.